# Лекаревка (Башкортостан)
Ле́каревка (баш. Лекаревка) — деревня в Уфимском районе Республики Башкортостан Российской Федерации. Входит в состав Таптыковского сельсовета.

## География

### Географическое положение
Расстояние до:
- районного центра (Уфа): 28 км,
- центра сельсовета (Таптыково): 7 км,
- ближайшей ж/д станции (Юматово): 4 км.

## Население
| 2002 | 2009 | 2010 |
| ---- | ---- | ---- |
| 172  | ↘101 | ↗146 |

### Национальный состав
Согласно переписи 2002 года, преобладающая национальность — русские (56 %).